# Gare de Perpignan
Gare de Perpignan vasútállomás Franciaországban, Perpignan településen.

## Vasútvonalak
Az állomást az alábbi vasútvonalak érintik:
- Narbonne–Portbou-vasútvonal
- LGV Perpignan–Figueres
- Perpignan-Villefranche - Vernet-les-Bains-vasútvonal
- Perpignan-Thuir-vasútvonal

## Kapcsolódó állomások
A vasútállomáshoz az alábbi állomások vannak a legközelebb:
- Gare du Soler
- Gare d’Elne
- Gare de Rivesaltes
- Estación de Figueras-Vilafant

## Járatok
2021-ben az alábbi járatok érintették Gare de Perpignant:
- Nagysebességű vasúti szolgáltatás (TGV) Paris–Nîmes–Montpellier–Béziers–Perpignan–Barcelona
- Nagysebességű vasúti szolgáltatás (TGV) Paris–Nîmes–Montpellier–Béziers–Perpignan
- Nagysebességű vasúti szolgáltatás (AVE) Lyon–Nîmes–Montpellier–Béziers–Perpignan–Barcelona
- Nagysebességű vasúti szolgáltatás (TGV) Toulouse–Carcassonne–Perpignan–Barcelona
- Nagysebességű vasúti szolgáltatás (AVE) Marseille–Nîmes–Montpellier–Béziers–Perpignan–Barcelona–Madrid
- Éjszakai vasúti szolgáltatás (Intercités de Nuit) Paris–Carcassonne–Narbonne–Cerbère
- Express vasúti szolgáltatás (TER Occitanie) Portbou–Cerbère–Perpignan–Narbonne–Béziers–Montpellier–Nîmes–Avignon
- Helyi vasúti szolgáltatás (TER Occitanie) Portbou–Cerbère–Perpignan–Narbonne–Toulouse
- Helyi vasúti szolgáltatás (TER Occitanie) Villefranche-Vernet-les-Bains–Perpignan